# 285
| 285                |
| ------------------ |
| Dødsfald - Fødsler |
|                    |

| Gregoriansk kalender | 285 CCLXXXV             |
| Ab urbe condita      | 1038                    |
| Armensk kalender     | I/T                     |
| Kinesiske kalender   | 2981 – 2982 甲辰 – 乙巳 |
| Etiopisk kalender    | 277 – 278               |
| Jødisk kalender      | 4045 – 4046             |
| Hindukalendere       |                         |
| - Vikram Samvat      | 340 – 341               |
| - Shaka Samvat       | 207 – 208               |
| - Kali Yuga          | 3386 – 3387             |
| Iransk kalender      | 337 BP – 336 BP         |
| Islamisk kalender    | 348 BH – 347 BH         |

Se også 285 (tal)

## Begivenheder
- Roms kejser Diocletian genforener Romerriget og ender den civile 50-års-krig.